# Джованни Людовико (маркграф Салуццо)
Джованни Людовико (итал. Giovanni Ludovico di Saluzzo, фр. Jean-Ludovic de Saluces; 21 октября 1496 — ок. 1563) — маркиз Салуццо в 1528—1529 годах. Второй сын маркиза Людовико II и его жены Маргариты де Фуа-Кандаль.

## Биография
Как и братья, воспитывался при французском дворе.
После смерти старшего брата Микеле-Антонио (18 октября 1528 года) наследовал Салуццо. В июне следующего года в результате интриг младшего брата был смещён и заключен под стражу.
Отказался от всех прав на Салуццо в пользу французского короля Карла IX и получил титул графа де Бофор.
Джованни Людовико не был женат, но от одной из любовниц у него родился сын:
- Огюст Сезар де Люр-Салюс (ум. 1586), основатель французского дворянского рода Люр-Салюсов.